# Коломан (светец)
Вижте пояснителната страница за други личности с името Коломан.
Свети Коломан, известен и като Коломан от Щокерау и Коломан от Мелк (на латински: Colomannus) е католически светец, националeн покровител на Австрия и на пътешествениците. Денят на Свети Коломан се отбелязва от Римокатолическата църква на 13 октомври, на която дата е първото пренасяне на мощите на светеца в Мелк.

## Животоописание
За живота на Свети Коломан е известно малко, житието му е написано 30 години след неговата смърт. Смята се че произхожда от ирландски или шотландски род. Убит е на път за Йерусалим на 17 юли 1012 г. до днешния австрийски град Щокерау. По това време в Австрия се води война между император Хайнрих II и полския княз Болеслав I Храбри. Коломан, не знаейки немски език, е взет за чешки шпионин и попада в плен при една от воюващите страни, и след мъчения е обесен на едно бъзово дърво, между двама разбойници. Тялото на Коломан, като такова на престъпник, съгласно тогавашните обичаи не е погребано, и в продължение на 18 месеца не се засяга от разложение. Чудесата, свързани с мощите привличат вниманието на църквата и накрая тялото е погребано с почести в базиликата на Щокерау.

## Канонизация и почитание
През 1014 г. австрийският маркграф Хайнрих I отваря гроба на светеца в Щокерау в който се намира тялото на светеца; мощите отново се оказват нетленни. На 13 октомври 1014 г. мощите са препогребани в абатство Мелк. Маркграф Фридрих II, който се стреми към откриване на епископска катедра в своите владения, организира написването на житието на светеца – Страстите на Свети Коломан и поощрява народния култ към Коломан.
След смъртта на Фридрих II, унгарският крал Ищван I (997–1038) пренася мощите в Унгария, но впоследствие поради противопоставяне от страна на народа и духовенството ги връща в Мелк. Оттогава обаче светеца е почитан особено силно и в цяла Унгария.
През 1244 г. папа Инокентий IV канонизира Коломан за светец и нарежда отбелязването на деня в памет на Коломан по цялата австрийска земя. Най-старата църква, наречена на името на Свети Коломан е построена през XIII век в Лаб им Валде.
През 1362 г. австрийският херцог Рудолф IV построява над гроба на светеца в Мелк разкошна гробница, а във виенската катедрала Свети Стефан се поставя вторична реликва – т.нар. Коломанов камък (на немски: Kolomanistein), на който с бронзови букви е изписана похвала за светеца
Коломан е първият светец – покровител на Австрия от 1244 по 1663 г. (през 1663 г. първенство получава Свети Леополд). Свети Коломан е покровител на Щокерау, на Мелк и абатство Мелк. В иконографията светецът се изобразява в поклонническо облекло, нерядко – обесен или с примка в ръка.

## Българска връзка
Името Коломан (в български вариант и като Калиман) носят двама български царе от династията на Асеневци: Калиман I Асен и Калиман II Асен. Първият е син на Иван Асен II от брака му с унгарската принцеса Анна-Мария, а вторият е син на севастократор Александър, брат на Иван Асен II. Вероятно името си получават от името на светеца, по линия на унгарското влияние в българския двор.